# Bezirksklasse Thüringen 1933/34
De Bezirksklasse Thüringen 1933/34 was het eerste voetbalkampioenschap van de Bezirksklasse Thüringen. De Gauliga werd in 1933 in het leven geroepen als nieuwe hoogste klasse in het Duitse voetbal en had zestien regionale onderverdelingen. De Gauliga Mitte was een van de twee opvolgers van de Midden-Duitse voetbalbond en had drie onderverdelingen in de tweede klasse. Deze drie competities hadden samen nog eens 15 Kreisklassen onder zich, die de derde klasse vormden. 1. FC Lauscha werd de eerste kampioen. De club werd gediskwalificeerd in de promotie-eindronde en bleef volgend seizoen in de Bezirksklasse.

## Samenstelling
De samenstelling van de Bezirksklasse Thüringen kwam als volgt tot stand. Alle clubs speelden voordien in competities van de Midden-Duitse voetbalbond.
- Plaats 1 en 3 van de Wartburgse competitie: (SSV 07 Schlotheim, dat tweede eindigde, verzaakte aan deelname)
  - SV Wacker 07 Gotha
  - SV Arnoldi 01 Gotha
- Plaats 1 en 2 van de West-Thüringse competitie:
  - SpVg Gelb-Rot Meiningen
  - SpVgg Zella-Mehlis 06
- Plaats 3 en 4 van de  Noord-Thüringse competitie: 
  - SV Germania 07 Ilmenau
  - SC Stadtilm
- Plaats 3 en 7 van de Zuid-Thüringse competitie
  - SC 06 Oberlind
  - 1. FC 1907 Lauscha
- Plaats 2 en 3 van de Oost-Thüringse competitie
  - VfL 06 Saalfeld
  - SV 1910 Kahla
- Plaats 1 en 2 van de Osterlandse competitie:
  - FC Wacker 1910 Gera
  - FC Thüringen Weida

## Eindstand
| Plaats | Club                    | Wed. | Saldo | Ptn.  |
| ------ | ----------------------- | ---- | ----- | ----- |
| 1.     | 1. FC 1907 Lauscha      | 22   | 78:32 | 34:10 |
| 2.     | FC Wacker 1910 Gera     | 22   | 76:37 | 33:11 |
| 3.     | FC Thüringen Weida      | 22   | 74:43 | 33:11 |
| 4.     | SpVg Gelb-Rot Meiningen | 22   | 74:43 | 24:20 |
| 5.     | SC Stadtilm             | 22   | 66:53 | 24:20 |
| 6.     | SC 06 Oberlind          | 22   | 50:61 | 22:22 |
| 7.     | SpVgg Zella-Mehlis 06   | 22   | 44:53 | 21:23 |
| 8.     | SV Germania 07 Ilmenau  | 22   | 65:73 | 19:25 |
| 9.     | SV Wacker 07 Gotha      | 22   | 48:64 | 19:25 |
| 10.    | SV 1910 Kahla           | 22   | 51:69 | 16:28 |
| 11.    | VfL 06 Saalfeld         | 22   | 31:71 | 11:33 |
| 12.    | SV Arnoldi 01 Gotha     | 22   | 34:92 | 09:35 |

|  | Kampioen, deelname promotie-eindronde |
|  | Degradatie naar 1. Kreisklasse        |

## Promotie-eindronde
De zes kampioenen van de 1. Kreisklasse namen het tegen elkaar op, de top twee promoveerde.
| Plaats | Club                    | Wed. | Saldo | Ptn. |
| ------ | ----------------------- | ---- | ----- | ---- |
| 1.     | SV 04 Schmalkalden      | 5    | 17:6  | 8:2  |
| 2.     | 1. FC Sonneberg 04      | 5    | 10:8  | 7:3  |
| 3.     | Eintracht 08 Altenburg  | 5    | 18:9  | 5:5  |
| 4.     | VfB 1910 Apolda         | 5    | 14:13 | 5:5  |
| 5.     | Sortring BV 1897 Erfurt | 5    | 10:12 | 5:5  |
| 6.     | SV 1899 Mühlhausen      | 5    | 7:28  | 0:10 |

|  | Promotie naar Bezirksklasse Thüringen 1934/35 |